# 瑞華
瑞華（英語：Shui Wah，代號：M24）是香港元朗區議會下轄的選區，1994年設立，原稱天瑞，2003年採用現名，2023年取消，末任區議員為天水連線成員林進。

## 範圍
選區天水圍新市鎮中部，包括天瑞（一）邨（除瑞心樓、瑞財樓）、天華邨華萃樓和華祐樓，與其相連的選區有屏山北、瑞愛、頌華和嘉湖南選區，投票站設於東華三院姚達之紀念小學 (元朗)。

## 沿革
1993年港督彭定康推行政改方案，區議會全面實行單議席單票制，取消所有委任議席及雙議席選區，改由選區分界及選舉事務委員會制定區議會選區，選區數目配合人口改變而大幅增加，因應天瑞邨入伙，附近一帶劃為兩個選區，其中南部稱為瑞愛，北部稱為天瑞。
1994年區議會選舉，天瑞選區由擔任時任立法局議員鄧兆棠助理的周永勤以超過九成選票擊敗自由黨的對手當選。1999年區議會選舉，周永勤以近八成半選票擊敗對手當選。
2000年代由於實行八萬五建屋計劃，大量公共屋邨和居屋屋苑在天水圍落成，導致大量人口遷入，選舉事務處因而在2003年開始將天瑞選區與部份原本位於嘉湖南選區的天華邨華萃樓和華祐樓合為瑞華選區。
2003年區議會選舉，人口估算約20,949人，其中有8,027位選民，只有時為香港協進聯盟成員周永勤參選，因此他自動當選。其後鄧兆棠退出政壇，周永勤改為擔任劉皇發助理，並加入自由黨。
2007年區議會選舉，當時選區約18,784人，其中有8,816位選民，尋求連任的周永勤改為代表自由黨參選，對手是無申報政治聯繫的林冠超（不過政綱上聲稱自己是民主黨員），最終周永勤以2,096票擊敗取得490票的林冠超而成功連任。
2011年區議會選舉，選區估算約18,181人，其中有10,283位選民，周永勤再度參選，對手是公民黨成員劉冠亨和報稱獨立而得到新界社團聯會支持的高俊傑，最終周永勤以1,698票擊敗取得1,021票的高俊傑和666票的劉冠亨。
2015年區議會選舉，高俊傑打正民建聯旗號再次挑戰屬建制派外圍的自由黨周永勤，結果周以1,941票多於高的1,634票而連任。2016年周永勤代表自由黨於立法會選舉新界西選區出選，但在8月25日有線電視舉辦的選舉論壇中稱受到威嚇，不想身邊人惹上更高層次的麻煩，宣布停止一切選舉活動，論壇後更離港直到選舉日，坊間流傳此事與另一位候選人何君堯有闗，選後12月周永勤退出自由黨。
2019年區議會選舉，這區的選戰可以視為是2016年立法會選舉的後續。2018年何君堯在天水圍的辦事處落戶天華邨，此處的區議員正正是當時在選舉中被逼退的周永勤，而何則是當時盛傳在逼退事件中的最大受益者。後來在何君堯辦事處工作的黃子毅挑戰連任的周永勤。同時有天水連線林進空降競選，結果由得到民主派票源的林進以58%得票當選，黃子毅就只有獲得7%選票。2021年7月7日，因應政府計劃追討協助民主派初選區議員的酬金津貼傳聞所帶動的區議員辭職潮中，林進辭任區議員。

## 歷屆議員
| 選區名稱 | 屆別                 | 議員   | 政治聯繫           | 政治聯繫           |
| -------- | -------------------- | ------ | ------------------ | ------------------ |
| 天瑞     | 1994年－1999年       | 周永勤 |                    | 無黨籍             |
| 天瑞     | 2000年－2003年       | 周永勤 | 無黨籍 → 進 港進聯 |                    |
| 瑞華     | 2004年－2007年       | 周永勤 |                    | 進 港進聯 → 自由黨 |
| 瑞華     | 2008年－2011年       | 周永勤 | 自由黨             |                    |
| 瑞華     | 2012年－2015年       | 周永勤 | 自由黨             |                    |
| 瑞華     | 2016年－2019年       | 周永勤 | 自由黨 → 無黨籍    |                    |
| 瑞華     | 2020年－2021年7月7日 | 林進   |                    | 天水連線           |
| 瑞華     | 2021年7月8日－2023年 | 懸空   | 懸空               | 懸空               |

## 歷屆選舉結果
| 政党   | 政党     | 候选人    | 票数  | %     | ±      |
| ------ | -------- | --------- | ----- | ----- | ------ |
|        | 天水連線 | ①. 林進   | 3,955 | 58.62 | 不適用 |
|        | 獨立     | ②. 黃子毅 | 528   | 7.83  | 不適用 |
|        | 獨立     | ③. 周永勤 | 2,264 | 33.56 | -20.73 |
| 多数票 | 多数票   | 多数票    | 1,691 | 25.06 | +16.47 |

| 政党   | 政党   | 候选人    | 票数  | %     | ±      |
| ------ | ------ | --------- | ----- | ----- | ------ |
|        | 民建聯 | ①. 高俊傑 | 1,634 | 45.71 | +15.54 |
|        | 自由黨 | ②. 周永勤 | 1,941 | 54.29 | +4.13  |
| 多数票 | 多数票 | 多数票    | 307   | 8.59  | -11.41 |

| 政党   | 政党         | 候选人    | 票数  | %     | ±      |
| ------ | ------------ | --------- | ----- | ----- | ------ |
|        | 公民黨       | ①. 劉冠亨 | 666   | 19.68 | 不適用 |
|        | 自由黨       | ②. 周永勤 | 1,698 | 50.16 | -30.89 |
|        | 新界社團聯會 | ③. 高俊傑 | 1,021 | 30.16 | 不適用 |
| 多数票 | 多数票       | 多数票    | 677   | 20.00 | -40.10 |

| 政党   | 政党   | 候选人    | 票数  | %     | ±      |
| ------ | ------ | --------- | ----- | ----- | ------ |
|        | 民主黨 | ①. 林冠超 | 490   | 18.95 | 不適用 |
|        | 自由黨 | ②. 周永勤 | 2,096 | 81.05 | 不適用 |
| 多数票 | 多数票 | 多数票    | 1,606 | 62.10 | 不適用 |

| 政党 | 政党   | 候选人 | 票数     | %      | ±      |
| ---- | ------ | ------ | -------- | ------ | ------ |
|      | 港進聯 | 周永勤 | 自動當選 | 不適用 | 不適用 |

| 政党   | 政党   | 候选人    | 票数  | %     | ±      |
| ------ | ------ | --------- | ----- | ----- | ------ |
|        | 獨立   | ①. 周永勤 | 2,601 | 84.31 | 不適用 |
|        | 無黨派 | ②. 羅文   | 484   | 15.69 | 不適用 |
| 多数票 | 多数票 | 多数票    | 2,117 | 68.62 | -22.26 |

| 政党   | 政党   | 候选人 | 票数  | %     | ±      |
| ------ | ------ | ------ | ----- | ----- | ------ |
|        | 獨立   | 周永勤 | 2,093 | 95.44 | 新選區 |
|        | 自由黨 | 楊欣輝 | 100   | 4.56  | 新選區 |
| 多数票 | 多数票 | 多数票 | 1,993 | 90.88 | 新選區 |

## 資料來源與註釋
1. ↑   (PDF). 香港特區政府憲報.   [2019-12-06]. （原始内容 (PDF)存档于2019-12-05）.
2. ↑   (PDF). 香港特區政府憲報.   [2019-12-05]. （原始内容 (PDF)存档于2020-08-20）.
3. ↑  . 香港特區政府憲報.   [2019-12-05]. （原始内容存档于2019-12-05）.
4. ↑  （繁體中文） (PDF). 香港區議會. 2011-10-06  [2011-11-14]. （原始内容存档 (PDF)于2015-06-21）.
5. ↑  （繁體中文） (PDF). 香港區議會. 2011-10-06  [2011-11-14]. （原始内容 (PDF)存档于2004-11-23）.
6. ↑  （繁體中文） (PDF). 香港區議會. 2011-10-06  [2011-11-14]. （原始内容存档 (PDF)于2006-05-10）.
7. ↑  （繁體中文） (PDF). 香港區議會. 2011-10-06  [2011-11-14]. （原始内容存档 (PDF)于2018-01-24）.
8. ↑  （繁體中文）. 香港區議會.   [2011-11-14]. （原始内容存档于2011-11-08）.
9. ↑  （繁體中文）. 香港區議會.   [2011-11-14]. （原始内容存档于2011-01-15）.
10. ↑  （繁體中文） (PDF). 香港區議會.   [2011-11-14]. （原始内容 (PDF)存档于2003-11-24）.
11. ↑  （繁體中文）. 香港區議會.   [2011-11-14]. （原始内容存档于2011-05-11）.
12. ↑  （繁體中文）. 香港區議會.   [2011-11-14]. （原始内容存档于2007-11-19）.
13. ↑  （繁體中文）. 香港區議會.   [2011-11-14]. （原始内容存档于2011-01-15）.
14. ↑  （繁體中文） (PDF). 香港區議會.   [2011-11-14]. （原始内容 (PDF)存档于2015-06-22）.
15. ↑  （繁體中文）. 香港區議會.   [2011-11-14]. （原始内容存档于2011-11-03）.
16. ↑  （繁體中文）. 香港區議會. 2011-10-06  [2011-11-14]. （原始内容存档于2011-11-26）.
17. ↑  （繁體中文）. 香港區議會.   [2011-11-14]. （原始内容存档于2011-11-08）.
18. ↑  （繁體中文） (PDF). 香港區議會.   [2011-11-14]. （原始内容存档 (PDF)于2018-11-25）.
19. ↑  （繁體中文） (PDF). 香港區議會.   [2011-11-14]. （原始内容存档 (PDF)于2018-11-25）.
20. ↑  （繁體中文）. 文匯報.   [2011-11-14].